# Alix Klineman
Alexandra Rose "Alix" Klineman (Manhattan Beach, 30 december 1989) is een Amerikaans volleyballer en beachvolleyballer. Ze maakte van 2008 tot en met 2015 deel uit van de nationale ploeg. Als beachvolleyballer werd ze in 2021 olympisch kampioen en won ze in 2019 de zilveren medaille bij de wereldkampioenschappen.

## Carrière

### Zaal
Klineman speelde van 2007 tot en met 2010 voor het universiteitsteam van Stanford. Daarnaast was ze van 2008 tot en met 2015 onderdeel van de Amerikaanse selectie met wie ze in 2011 bij de Pan-Amerikaanse Spelen in Guadalajara de bronzen medaille won. Aansluitend maakte ze de overstap naar de Italiaanse Serie A1 waar ze achtereenvolgens speelde voor Scavolini Pesaro en MC-Carnaghi Villa Cortese. In 2013 werd ze betrapt op doping en voor dertien maanden geschorst. Daarna kwam ze in de Italiaanse competitie uit voor Igor Gorgonzola Novara waarmee ze in 2015 de beker won. Vervolgens speelde Klineman twee seizoenen in de Braziliaanse competitie bij Praia Clube Uberlândia.

### Beach
Nadat ze in 2005, 2006 en 2016 in totaal vier wedstrijden in de AVP Tour had gespeeld, maakte Klineman in 2017 definitief de overstap naar het beachvolleybal. In de Amerikaanse competitie nam ze deel aan acht toernooien en met Lane Carico behaalde ze twee podiumplaatsen; het duo eindigde als tweede in San Francisco en als derde in Hermosa Beach. Vanaf 2018 vormt Klineman een team met April Ross. Ze haalden in de AVP Tour bij zeven van de zeven toernooien het podium. Het tweetal behaalde vier overwinningen (Austin, Manhattan Beach, Chicago en Waikiki), een tweede plaats (Hermosa Beach) en twee derde plaatsen (New York en San Francisco). Hetzelfde seizoen maakte Klineman haar debuut in de FIVB World Tour met een overwinning in Den Haag. Bij de overige zes FIVB-toernooien eindigden ze in Yangzhou opnieuw als eerste en bij vier andere toernooien als vijfde. 
In 2019 bereikte het duo bij acht reguliere toernooien in de World Tour zevenmaal de kwartfinales. Ze boekten onder meer twee overwinningen (Itapema en Gstaad), een tweede plaats (Tokio) en een vierde plaats (Den Haag). Bij de WK in Hamburg behaalden Klineman en Ross de zilveren medaille nadat ze de finale van het Canadese duo Sarah Pavan en Melissa Humana-Paredes hadden verloren. Ze sloten het seizoen af met een negende plaats bij de World Tour Finals in Rome. In de binnenlandse competitie wonnen ze drie van de vijf de toernooien waar ze aan deelnamen (Huntington Beach, New York en Chicago). Het jaar daarop behaalden ze bij elk van de drie toernooien Long Beach in de AVP Tour de overwinning. In 2021 speelden Klineman en Ross in aanloop naar de Spelen zes wedstrijden in de World Tour waarbij het tweetal enkel toptienklasseringen noteerde. Er werd gewonnen in Doha en ze eindigden in Cancun tweemaal als derde. In Tokio werden Klineman en Ross olympisch kampioen door in de finale het Australische duo Taliqua Clancy en Mariafe Artacho del Solar te verslaan.

## Palmares
Kampioenschappen
- 2019:  WK
- 2021:  OS

FIVB World Tour
- 2018:  4* Den Haag
- 2018:  4* Yangzhou
- 2019:  4* Itapema
- 2019:  5* Gstaad
- 2019:  4* Tokio
- 2021:  4* Doha
- 2021:  4* Cancun
- 2021:  4* Cancun